# 1339 en santé et médecine
| Années de la santé et de la médecine : 1336 - 1337 - 1338 - 1339 - 1340 - 1341 - 1342    |
| Décennies de la santé et de la médecine : 1300 - 1310 - 1320 - 1330 - 1340 - 1350 - 1360 |

Cet article présente les faits marquants de l'année 1339 en santé et médecine.

## Événements
- 12 mai : fondation par Humbert II, dauphin de Viennois, de l'université de Grenoble où la médecine est enseignée dès l'origine[1].
- 1er ou 2 septembre : Henri XIV, duc de Bavière, meurt de la lèpre à trente-trois ans[2].
- Fondation à Nuremberg en Allemagne de l'hôpital du Saint-Esprit (Heilig Geist Spital)[3].
- Fondation de l'hôpital de Lambais à Saint-Quentin en Picardie[4].
- Un hôpital Saint-Jacques est mentionné à Villefranche de Rouergue[5].
- Un « hôpital-asile » laïque est attesté à Oradea, en Transylvanie[6].
- À Florence, en Toscane en Italie, trente hôpitaux de taille diverse fournissent un total de mille lits[7].
- Les échevins de Bruxelles en Flandre nomment un médecin et un chirurgien pour soigner les habitants de la ville, « les riches sous salaire raisonnable, et le pauvre gratis, sans refuser ses secours à qui que ce [soit] »[8].
- Le roi d'Angleterre Édouard III, accordant sa protection à l'hôpital de la Vierge-Marie et de Sainte-Marie-Madeleine (Hospital of the Blessed Virgin Mary and St. Mary Magdalen) de Woodstock dans le comté d'Oxford, autorise le maître et les frères à collecter l'aumône[9].
- 1338-1339 : fondation à Rome, par le cardinal Giovanni Colonna, de l'hôpital Saint-Jacques qui, au XVe siècle, prendra le nom d'hôpital des Incurables (Ospedale di San Giacomo degli Incurabili[10]).

## Personnalité
- 1339-1348 : fl. Pierre Augerii (date de naissance inconnue, mort en 1348), chirurgien actif à la cour d'Avignon sous les papes Benoît XII et Clément VI[11].

## Décès
- 1321-1339 : Arnold de Bamberg (date de naissance inconnue), médecin du comte palatin Rodolphe Ier, auteur en 1317 d'un « régime de santé » composé à la demande d'Augustin Kazotic, évêque de Zagreb[12].